# アレクサンドル・ボルトニコフ

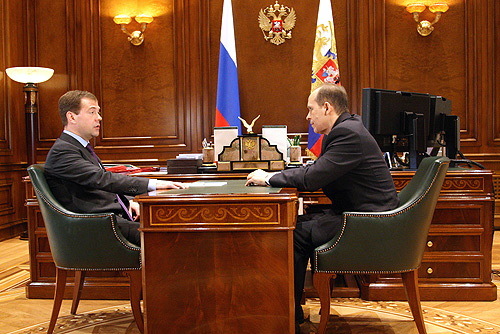
メドヴェージェフ大統領（左）と面会するボルトニコフ

アレクサンドル・ヴァシリエヴィチ・ボルトニコフ（ロシア語: Алекса́ндр Васи́льевич Бо́ртников、ラテン文字表記の例：Aleksandr Vasileevich Bortnikov、1951年11月15日 - ）は、ロシアの政治家。ソ連国家保安委員会（KGB）出身のシロヴィキ。2008年5月12日からロシア連邦保安庁（FSB）長官。上級大将。

## 経歴
1973年レニングラード鉄道運輸技術大学を卒業する。1975年モスクワのソ連国家保安委員会（KGB）高級学校を卒業し、同年KGBレニングラード（現在のサンクトペテルブルク）支部で勤務し、報道部門を担当する。
サンクトペテルブルク市およびレニングラード州のFSB次長を経て、2003年6月から同本部長。2004年2月24日から2008年5月12日までFSB副長官兼経済保安局長。2008年5月12日、ドミートリー・メドヴェージェフ大統領によってFSB長官に任命された。安全保障政策におけるメドヴェージェフの片腕と観測されている。
ボルトニコフは、また、船会社ソフコムフロート社の取締役でもある。